# Клас (теорія множин)
Клас — термін, що вживається в математиці в основному як синонім терміна «множина» для позначення довільних сукупностей об'єктів, що володіють певною властивістю або ознакою (наприклад, в алгебрі — класи еквівалентності). Іноді класами називають сукупності, елементами яких є множини. У деяких випадках під впливом аксіоматичної теорії множин термін «клас» застосовується для того, щоб підкреслити, що дана сукупність виявляється власне класом, а не множиною у вузькому сенсі (наприклад, в алгебрі — примітивні класи універсальних алгебр). Теоретико-множинні операції над класами визначаються так само, як і над множинами.

## В аксіоматичній теорії множин
Клас в аксіоматичній теорії множин (точніше, в аксіоматичній системі фон Неймана — Бернайса — Ґеделя) — один з видів вихідних об'єктів, що розглядаються в цих системах, причому відмінність між множинами і класами полягає в тому, що елементами класів та множин, що розглядаються в даній теорії, можуть бути тільки множини, але не класи.
Ідея введення класів у теорію множин належить Джону фон Нейману і ґрунтується на його зауваженні, що відомі суперечності теорії множин Кантора виникають не через допущення виникнення дуже великих множин, а через те, що таким множинам дозволяється бути елементами інших множин. Крім зазначеного обмеження, в названих аксіоматичних системах допускаються всі звичайні теоретико-множинні операції над класами, що призводять до класів, а не до множин; до того ж для всякого в деякому розумінні допустимого предиката, визначеного на множинах, існує клас, що складається в точності з множин, які задовольняють цьому предикату.

## Парадокси
Парадокси теорії множин можуть бути пояснені з точки зору несумісного припущення, що всі класи є множинами. Наприклад, парадокс Расселла припускає доказ того, що клас всіх множин, який не містить цих множин — правильний, і парадокс Буралі-Форті припускає, що клас всіх порядкових чисел також є правильним.

## Класи у формальній теорії множин
Теорія множин Цермело — Френкеля не формалізувала поняття класів. Вони можуть бути описані в метамові як класи еквівалентності логічних формул. Наприклад, якщо це структура інтерпретації Цермело — Френкеля, то вираз метамови інтерпретується по сукупності всіх елементів з області, тобто всіх множин. Отже, ми можемо визначити клас всіх множин з предикату х = х або будь-якого іншого еквівалентного предикату. Оскільки класи не мають ніякого офіційного статусу в теорії Цермело-Френкеля, аксіоми Цермело — Френкеля не поширюються на класи. Однак, якщо припускається недосяжний кардинал K, то множини меншого рангу формують модель Цермело — Френкеля, і його підмножини можна розглядати як класи. Інший підхід береться з аксіом фон Неймана — Бернайса — Геделя; класи є основними об'єктами в цій теорії, і множина визначається як клас, який є елементом деякого іншого класу. Тим не менш, аксіоми обмеження множин з НБГ обмежені так, що вони тільки обраховують множини, а не всі класи. Це призводить до того, що НБГ — консервативне розширення теорії множин Цермело — Френкеля. Теорія множин Морса — Келлі (МК) допускає власні класи як основні об'єкти, як НБГ, але і дозволяє обрахунок над усіма класами в аксіомі існування множин. Це призводить до того, що MK строго сильніша, ніж НБГ і Цермело — Френкеля.